# Raúl Riebenbauer
Raúl Riebenbauer es periodista, director de documentales y escritor español.

## Vida y obra
Mediante el libro de no ficción El silencio de Georg (RBA, 2005; Fondo Editorial UPC, Perú, 2013) relató la investigación sobre el alemán Georg Michael Welzel, uno de los dos últimos ejecutados a garrote vil de la dictadura franquista, junto al anarquista catalán Salvador Puig Antich.
El libro desveló la verdadera identidad e historia de Welzel, muerto bajo la falsa piel de Heinz Ches, un supuesto apátrida de origen polaco sin familia. Descubrió que el régimen franquista conocía esa falsedad y la ocultó, y que utilizó su ejecución para justificar la de Puig Antich. Durante su búsqueda logró encontrar en Cottbus (Alemania) a la madre de Welzel, sus dos hermanos, su compañera sentimental y sus tres hijos, y les reveló su terrible destino.
Con la publicación del libro, el caso Heinz Ches, que había inspirado la obra de teatro La Torna y que supuso un consejo de guerra a los integrantes de la compañía Els Joglars en 1977, fue de nuevo puesto en la picota: Albert Boadella, tras leer el libro decidió crear en 2005 La torna de la torna, que se estrenó en el Teatro Bartrina de Reus (Tarragona) y fue llevado al Festival de Teatro de Málaga. Por su parte, la holandesa Netty Van Hoorn, principal testigo del caso y que luego se convertiría en una destacada cineasta, tras cooperar en la investigación de Riebenbauer y conocer todos los detalles del libro, en 2007 se decidió a rodar su versión de aquella dura experiencia. El resultado fue el largometraje documental Een Noodlottige Ontmoeting (Un fatídico encuentro).
Fue coautor del documental La sombra del iceberg (Dacsa Produccions, 2007), junto al también periodista Hugo Doménech. En él se narraba la investigación sobre la fotografía Muerte de un miliciano, que tomaron en 1936 Gerda Taro y Endre Ernő Friedmann conocidos bajo el seudónimo de Robert Capa. Esta célebre imagen pasó a la historia como la primera en capturar la muerte en el momento de producirse. En este largometraje, con la ayuda de numerosos expertos, se demostró que la identificación que se hizo en los noventa del miliciano como Federico Borrell era errónea, y que todo apuntaba a que el miliciano fotografiado habría escenificado su muerte.
El documental también desveló la estrategia de bloqueo que mantenían en aquella época el biógrafo de Capa, Richard Whelan y el International Center of Photography (ICP) de Nueva York, depositario de su obra, contra los investigadores que se aproximaban de forma crítica a esta fotografía.
Vivió en Lima durante la crisis económica que sufrió España, donde impartió clases de periodismo literario en la Universidad Peruana de Ciencias Aplicadas (UPC) y talleres sobre periodismo de investigación.
Desde 2017 está centrado en la dirección de documentales. Entre sus últimas creaciones está el mediometraje Ahir/demà (Pont Flotant, Raúl Riebenbauer, Waterdrop Films, 2018). En él contaba la historia de un grupo de menores migrantes en un taller de la compañía Pont Flotant, en el Centro de Recepción de Menores de Buñol (Valencia). Obtuvo el Premio del Público en el 21 Thessaloniki Documentary Festival de Tesalónica (Grecia).
Su último trabajo fue el cortometraje documental Yo fui Anderssen (El Señor Bauer, 2019), que decidió filmar días después de la muerte de su padre. El cortometraje fue mención honorífica en el Family Film Project de Oporto y seleccionado en Miradas Doc de Tenerife y en Beijing International Short Film Festival.

## Premios y reconocimientos

### La sombra del iceberg (2018)
- Festival Internacional de Cine Documental y Cooperación para el Desarrollo Extrema'doc 2011, Premio al mejor largometraje.
- Premio al Mejor Documental Iberoamericano Sección Oficial Docsdf 2007 (México).
- Premio al Mejor Documental Social Español Docusur 2007.
- Segundo Premio del Festival de Cine Documental de Jaén 2008.

### Yo fui Anderssen (2019)
- Mención honorífica Family Film Project de Oporto.

## Enlaces relacionados
- Entrevista en Radio3
- Dacsa Produccions
- Pont Flotant

- Datos: Q89582555